# Romanus (Usurpator)
Romanus († 470 in Rom) war ein weströmischer Usurpator, der sich 470 in Italien gegen Kaiser Anthemius erhob.

## Leben
Romanus gehörte dem Senat an und bekleidete zeitweise das einflussreiche Amt des magister officiorum. 470 wurde er in Ravenna in eine Verschwörung gegen den in Rom residierenden Anthemius verwickelt. Cassiodor notiert: „In diesem Jahr wurde der patricius Romanus hingerichtet, der sich zum Kaiser machen wollte.“ („His conss. Romanus patricius affectans imperium capitaliter est punitus.“). Ähnlich Paulus Diaconus: „Der patricius Romanus, der unrechtmäßig nach der Kaiserwürde griff, ist auf Befehl des Anthemius enthauptet worden.“ („Romanus patricius imperatoriam fraudulenter satagens arripere dignitatem praecipiente Anthemio capite caesus est.“)
Der oströmische Historiograf Johannes von Antiochia bezeichnet Romanus als Parteigänger Ricimers. Dieser könnte beabsichtigt haben, den zu dieser Zeit ernsthaft erkrankten Anthemius abzusetzen und Romanus als Marionettenkaiser nach dem Vorbild des Libius Severus zu installieren. Die Hinrichtung des Romanus führte zum Bruch zwischen Ricimer und Anthemius und in der Folge zum Bürgerkrieg, der 472 in der Ausrufung des Gegenkaisers Olybrius und Anthemius’ Ermordung gipfelte.